# 南开大学应用化学研究所
南开大学应用化学研究所（英語：Nankai Research Laboratory of Applied Chemistry，简称南开大学应化所），成立于1932年3月8日，由美国麻省理工学院博士张克忠任所长，张洪沅任研究部主任，是南开大学理科院系加强与社会横向联系的尝试，是当时中国著名的化学研究所之一，与天津永利碱厂、黄海化学工业研究社、天津利中酸厂等保持合作，对天津近代化学工业的发展作出了重要贡献。1952年院系调整，应化所调入天津大学，参与组建天津大学化工系。
1987年，在化学家、中国科学院学部委员申泮文的倡议下，南开大学应用化学研究所恢复重建。

## 历史沿革
1932年3月8日，南开大学应用化学研究所成立，曾获张伯苓资助、在美国麻省理工学院获得化学工程科学博士的张克忠被聘为所长，张洪沅任研究部主任。成立之初，应化所的条件简陋，位于教职员宿舍的锅炉房旁的低矮平房内。1933年6月，南开大学应用化学研究所承担了天津利中酸厂的设计建设任务。1937年7月29日，日军轰炸南开大学，应化所先后迁至重庆和昆明。
1947年7月，根据当时教育部要求，更名为南开大学化学工程研究所，仍由张克忠任所长。南开大学复员初期，该研究所精力集中于化学工程系的建设和实验室的恢复工作，研究成果不多，直至1948年10月，该所恢复对外为工商界服务业务。1952年，天津高等学校院系调整，南开大学应用化学研究所被调入天津大学，参与组建天津大学化工系。
1987年，在化学家、中国科学院学部委员申泮文的倡议下，南开大学应用化学研究所恢复重建，主要研究方向为贵金属电化学。
2015年，南开大学应用化学与工程研究所再次重新恢复建制。

## 主要工作
南开大学应用化学研究所在成立时制定的章程规定“本所的目的，在研究我国工商业实际上之问题，利用南开大学之身，辅助我国工商界改善其出品之质量，俾收学校与社会合作之实效。”1932年至抗日战争前，南开大学应用化学研究所的主要工作是分析化验样品、研究解决工业生产中的现实问题、设计安装化学工程项目和筹建南开化学工业社。
应用化学研究所接受厂家委托，为达仁堂药店研究蜂蜜脱臭技术，为《大公报》研制合金铅字，为王祯祥桅灯厂研制手电灯反光镜等。
1933年，天津利中公司筹建一座日产3吨的硫酸厂，拟聘请外商承担设计安装工作，但仅设计费就高达25万元。南开应用化学所得知后以仅13万元设计费，相当于外商报价一半的价格，承担了该项目的设计安装工作，从1933年6月开始投入设计到1934年5月仅用11个月，就使利中酸厂试车成功，奠定了天津近代制酸工业的基础，成为南开大学应用化学研究所服务社会企业的经典案例。除了天津本地企业，包头的电气面粉厂、昆明草辫厂都来洽谈委托研究项目。此外，应用化学研究所还针对国内市场，引进或研制有关产品，如油墨、复写纸、浆纱粉、辣酱油、黑铜水等。

## 经费
南开大学应用化学研究所成立后，除学校给予一定预算支持外，主要通过科技有偿服务和科技成果商品化来增加研究所的经费收入，此外，国民政府偶有补助。1934年，教育部颁给补助金3万元，并规定以1万购置书籍杂志，以2万购置各种机器。1935年，国民政府又补助3万，指明专作添聘教授、增置设备之用。